# Real Betis Balompié (féminines)
Maillots
Actualités
Le Real Betis Balompié Femenino est un club de football féminin espagnol situé à Séville. Fondé en 2009, sous le nom de Azahar Club de Fútbol, il devient la section féminine du Real Betis, en 2011. L'équipe première évolue en Primera Federación.

## Histoire
Fondé en 2009 dans le quartier d'Alfalfa, le club devient deux ans plus tard la section féminine du Real Betis et évolue alors en deuxième division. Après un échec en barrages d'accession, le club décroche sa promotion en première division en 2016. Les meilleurs résultats du club sont une 6e place en championnat et un quart de finale en coupe d'Espagne.

## Palmarès
- Championnat d'Espagne de deuxième division : 2014-2015, 2015-2016

## Rivalités
Le Betis entretient une forte rivalité avec son voisin, le FC Séville. Le premier derby en première division a lieu en 2017 et voit le Betis s'imposer. Deux ans plus tard, le 13 avril 2019, le derby se joue pour la première fois au stade Benito-Villamarìn et bat des records d'affluence. Le suivant n'aura pas lieu, les joueuses des deux équipes ayant fait grève pour réclamer une nouvelle convention collective et plus de moyens. Le 6 janvier 2021, le Betis perd son premier derby face aux rojiblancas (0-2).